# František Rábek

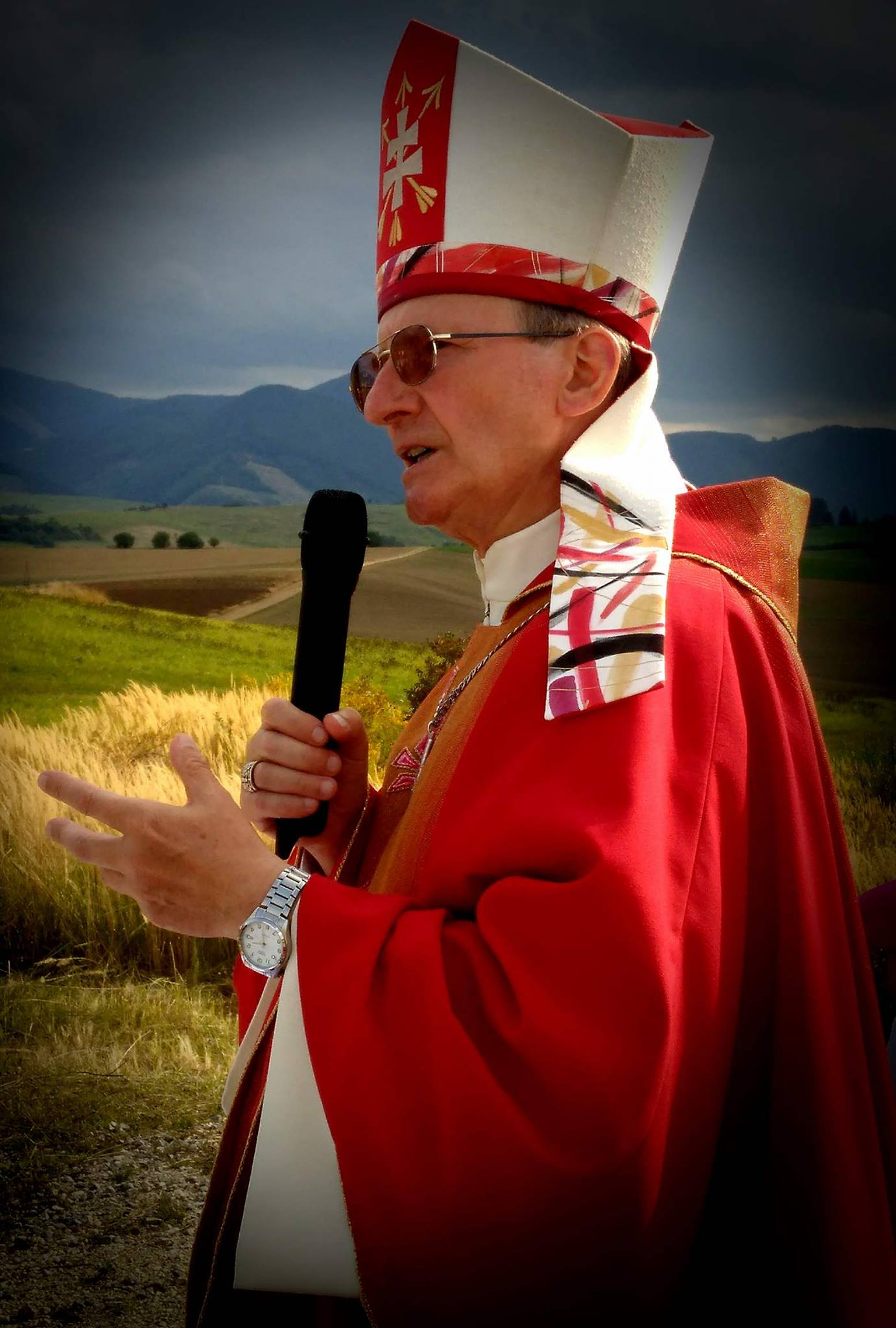
Bischof František Rábek (2017)

Wappen von František Rábek

František Rábek (* 17. Februar 1949 in Mučeníky) ist ein slowakischer römisch-katholischer Geistlicher und emeritierter Militärbischof der Slowakei.

## Leben
František Rábek studierte in Bratislava und empfing am 7. Juni 1972 die Priesterweihe. Er arbeitete als Kaplan, 1989 musste er die Stadt auf Druck der staatlichen Behörden kurzzeitig verlassen.
Papst Johannes Paul II. ernannte ihn am 13. Juli 1991 zum Weihbischof in Nitra und Titularbischof von Catrum. Die Bischofsweihe spendete ihm der Bischof von Nitra, Ján Chryzostom Kardinal Korec SJ, am 27. Juli desselben Jahres; Mitkonsekratoren waren Ján Sokol, Erzbischof von Trnava, und Giovanni Coppa, Apostolischer Nuntius in der damaligen Tschechoslowakei. Als Wahlspruch wählte er Esto fidelis usque ad mortem („Sei getrost bis an den Tod, so will ich dir die Krone des Lebens geben.“ Offenbarung des Johannes 2, 10).
Am 20. Januar 2003 wurde er von Johannes Paul II. zum ersten Militärbischof der Slowakei ernannt. In der Slowakischen Bischofskonferenz ist Rábek derzeit Präsident des bischöflichen Rates für Wissenschaft, Bildung und Kultur. 2012 wurde er vollwertiges Mitglied der Europäischen Akademie der Wissenschaften und Künste.
Papst Leo XIV. nahm am 27. Mai 2025 seinen altersbedingten Rücktritt an und ernannte den Kapuziner Pavol Šajgalik zu seinem Nachfolger.